# Hovdag
Hovdag var en politisk sammankomst av feodal karaktär mellan kung och stormän. Hovdagen förekom i Sverige under 1200-talet och början av 1300-talet och kan betraktas som föregångare till senare tiders ständermöten.
Vid 1200-talets mitt var hovdagar ett verksamt författningsorgan i både Danmark och i Sverige, där den dock endast sällsynt nämns i källmaterialet. Förebilden till denna mötesform har hämtats från de feodalt mera utvecklade statsbildningarna på kontinenten och i England, där kungamakten från 1000-talet brukade inkalla sina vasaller till hovet för att få deras samtycke till viktigare beslut. Hovdagarna var i allmänhet knutna till större kyrkliga högtider, och deltagandet var för vasallerna inte en rätt utan en skyldighet.
Ur detta länshov utkristalliserades i Skandinavien liksom i de flesta andra europeiska länder under 1200-talets senare hälft en mera permanent rådsinstitution. Deltagarna i hovdagar, vilka i källorna nämns som rikets stormän, var biskoparna, de hertigliga förläningstagarna och andra världsliga stormän, vilka varit knutna till kungamakten genom länsed. Hovdagens viktigaste författningsrättsliga betydelse ligger i att den på lagstiftningens och rättskipningens område gjort kungamakten mindre beroende av landskapsförvaltningen och främjat uppkomsten av en självständig kunglig rikslagstiftning. 
Medan den svenska hovdagen fram till 1280-talet visar en i hög grad parallell utveckling med den danska, följer de båda institutionerna efter denna tid olika utvecklingslinjer. I Danmark blev hovdagen i fortsättningen det författningsorgan, genom vilket stormannaklassen avkrävde kungen räkenskap för hans styrelse, men i Sverige lyckades Magnus Birgersson bevara hovdagens monarkiska karaktär genom bestämmelsen i Skänningestadgan 1284, där endast kungens brev eller bud medförde rätt till deltagande. 
Med kungamaktens politiska nederlag 1317—19 bröts emellertid denna utveckling. Efter 1320-talet synes mötesformen ha spelat ut sin roll. Dess försvinnande torde sammanhänga dels med att kungamakten försvagades, dels med att stormannaklassen vid denna tid skaffade sig ett avgörande inflytande på rådsinstitutionens statsrättsliga utformning. Hovdagen ersattes av rådsmötet, som under lång tid framåt blev det organ, genom vilket aristokratin utövade sitt inflytande på riksstyrelsen.